# Xã James River Valley, Quận Dickey, Bắc Dakota
Xã James River Valley (tiếng Anh: James River Valley Township) là một xã thuộc quận Dickey, tiểu bang Bắc Dakota, Hoa Kỳ. Năm 2010, dân số của xã này là 40 người.